# Cochrane Dam
Cochrane Dam är en dammbyggnad i Australien. Den ligger i kommunen Bega Valley och delstaten New South Wales, i den sydöstra delen av landet, omkring 340 kilometer sydväst om delstatshuvudstaden Sydney.
Runt Cochrane Dam är det mycket glesbefolkat, med 5 invånare per kvadratkilometer.. Närmaste större samhälle är Bemboka, omkring 13 kilometer sydost om Cochrane Dam. 
Trakten runt Cochrane Dam består till största delen av jordbruksmark. Genomsnittlig årsnederbörd är 1 127 millimeter. Den regnigaste månaden är juni, med i genomsnitt 166 mm nederbörd, och den torraste är juli, med 11 mm nederbörd.